# William Ralph Taylor
William Ralph Taylor (* 1919 in Spring Hill, Kansas; † 7. November 2004 in Huntingtown, Maryland) war ein US-amerikanischer Ichthyologe.

## Werdegang
Ab 1938 bis 1947 besuchte Taylor die University of Kansas mit Unterbrechung durch den Zweiten Weltkrieg, wo er in der US Air Force diente. Anschließend studierte er an der University of Michigan die nordamerikanischen Katzenwelse der Gattung Noturus, von denen er später insgesamt zehn Arten wissenschaftlich beschrieb. 1951 erreichte er sein M.Sc. und 1956 sein Ph.D. Taylors Interesse galt neben den nordamerikanischen Welsen auch den marinen Kreuzwelsen.
Seit 1956 bis zu seiner Pensionierung 1979 arbeitete er als Kurator für Fische am National Museum of Natural History, wo er zunächst die von der amerikanisch-australischen Arnhemland-Expedition von Robert Rush Miller 1948 gesammelten Fische (etwa 30.000 Exemplare) auswertete und die Ergebnisse 1964 publizierte. Zur zoologischen Nomenklatur veröffentlichte er fünf Beiträge im Bulletin of Zoological Nomenclature. Wichtige Arbeiten als Kurator leistete er mit der Optimierung der Methoden der Präparation und der Konservierung von Fischen, die er in vier Beiträgen veröffentlichte.